# 弗里蒙特鎮區 (密歇根州伊莎貝拉縣)
弗里蒙特鎮區（英語：Fremont Township）是位於美國密歇根州伊莎貝拉縣的一個行政鎮區。

## 地方資料
弗里蒙特鎮區的面積為92.90平方千米，當中陸地面積為92.80平方千米，而水域面積為0.10平方千米。根據2020年美國人口普查的數據，當地共有人口1445人，而人口密度為每平方千米15.55人。